# Estepe

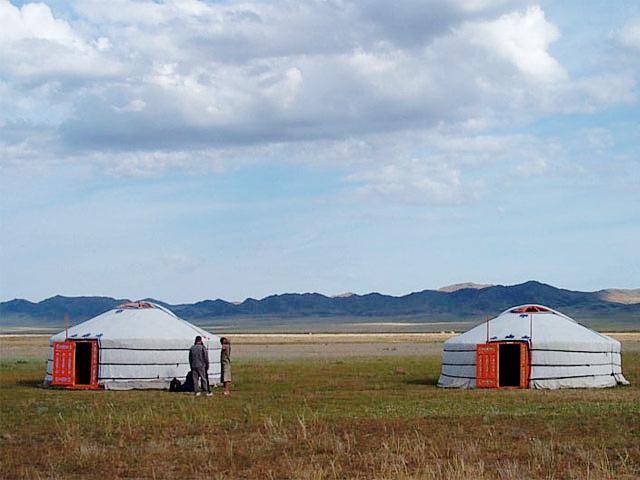
Estepe na Mongólia

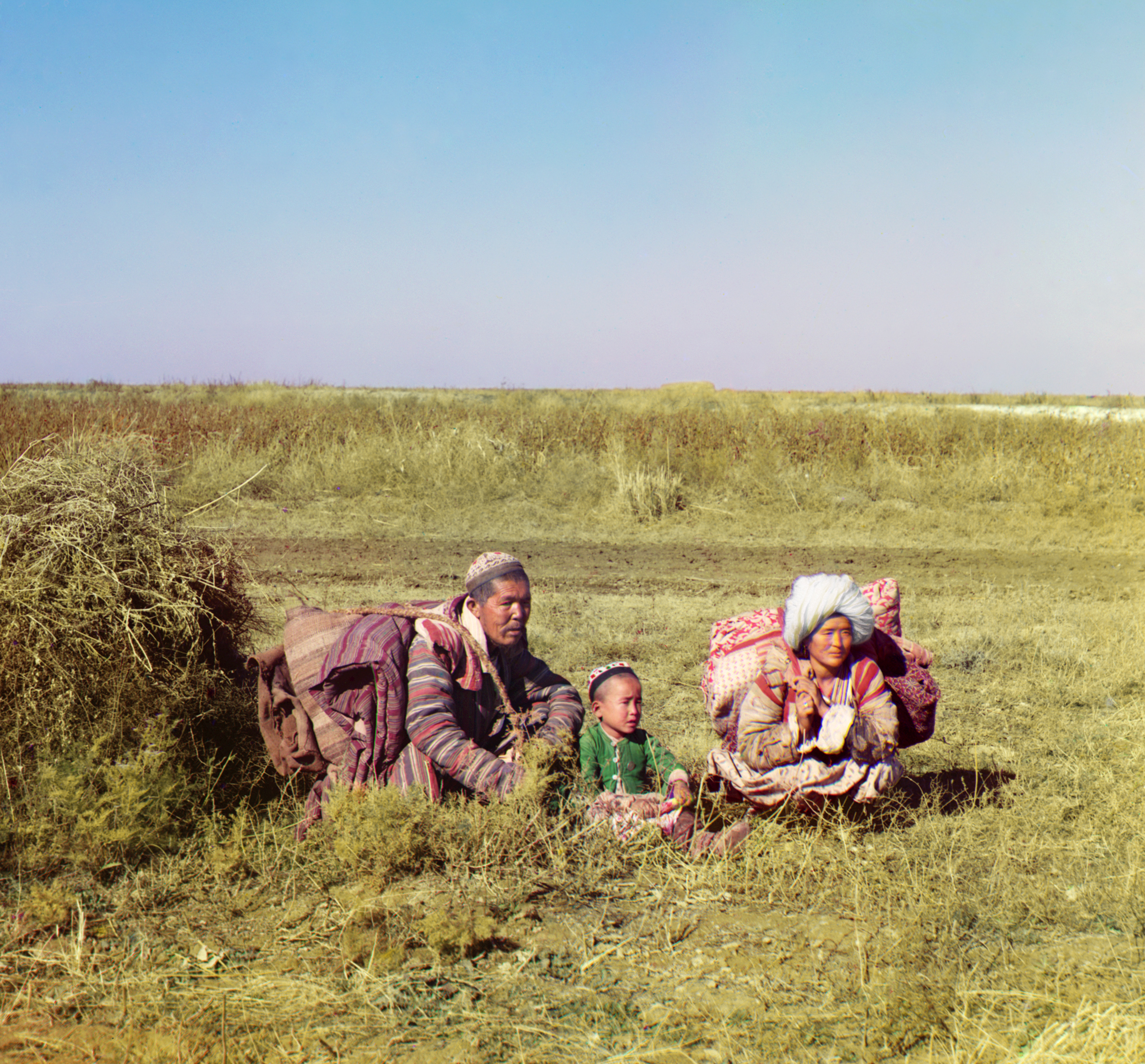
Estepe na Ásia Central

Em geografia física e botânica, estepe (do russo степь, step) é uma formação vegetal de planície com poucas árvores, composta  por herbáceas e pequenos bosques, similar à pradaria, embora este último tipo de planície – que ocorre em climas mais úmidos – contenha gramíneas mais altas em relação à estepe.
Aparece, às vezes, numa zona de transição vegetativa e climática entre a área de Florestas  frias e úmidas  e o deserto.
É encontrada na zona temperada continental da Europa. Ocorre nas áreas de clima semiárido do continente americano, onde as temperaturas são elevadas e as chuvas escassas e mal distribuídas.
No Brasil, encontra-se no Rio Grande do Sul (as pradarias), onde vive a maior parte do gado gaúcho.
A fauna é variável, mas, de maneira geral, abriga mamíferos com hábito de agregação em colônias ou manadas. Esse hábito de vida constitui proteção em habitats abertos. No estepe, a plantação é difícil; assim sendo, a maioria de sua população depende da criação das cabras e outros animais. 
As estepes são encontradas principalmente nos Estados Unidos, na Mongólia, no leste da  Ucrânia e  Crimeia, na  China e na maior parte do Turquestão. Apresentam vegetação rasteira, clima frio e seco, longe da influência marítima e perto de barreiras montanhosas.
Abrangem uma área de cerca de 9 000 000 km², que compreende o norte dos EUA e o sul do Canadá (onde recebem o nome de pradarias), o sul da América do Sul (onde se chamam pampas) e o leste da Europa. Ocorrem nas áreas de clima temperado continental e são constituídas, basicamente, por gramíneas.

## Tipos
A classificação da vegetação do IBGE (2012) usa o termo "estepe" para descrever os pampas, no entanto, outros autores consideram este uso do termo "estepe" em desacordo com o seu uso internacional, preferindo usar o termo "campos".
Tipos de estepe que ocorrem na região dos campos do sul do Brasil, segundo o IBGE (2012):
- Estepe Arborizada (Arbórea Aberta)
- Estepe Parque (Campo Sujo ou Parkland)
- Estepe Gramíneo-Lenhosa (Campo Limpo)

## Estepe da Eurásia

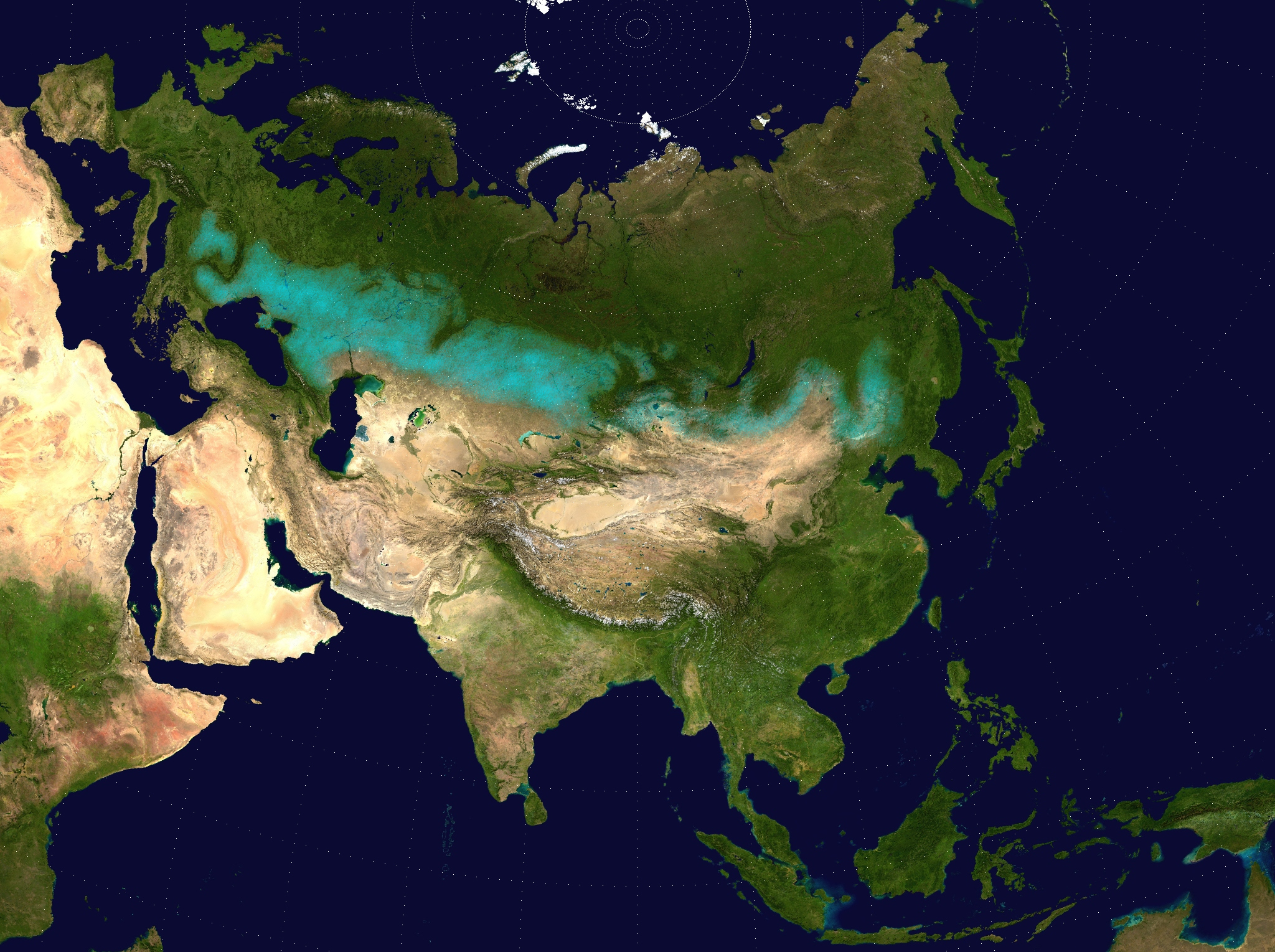
O estepe da Eurásia, o maior do mundo, está representado em azul claro no mapa.

O maior estepe temperado de pradaria do mundo é o estepe da Eurásia, que se estende da Hungria até a China.
Durante o século XIII, o líder mongol Genghis Khan conquistou praticamente toda a área do Estepe da Eurásia desde a Mongólia até a Ásia Central, China, e em volta do Mar Cáspio.